# Antoine Vermette
Antoine Vermette (* 20. Juli 1982 in Saint-Agapit, Québec) ist ein ehemaliger kanadischer Eishockeyspieler, der im Verlauf seiner aktiven Karriere zwischen 1998 und 2018 unter anderem 1143 Spiele für die Ottawa Senators, Columbus Blue Jackets, Phoenix/Arizona Coyotes, Chicago Blackhawks und Anaheim Ducks in der National Hockey League auf der Position des Centers bestritten hat. Seinen größten Karriereerfolg feierte Vermette in Diensten der Chicago Blackhawks, mit denen er im Jahr 2015 den Stanley Cup gewann.

## Karriere

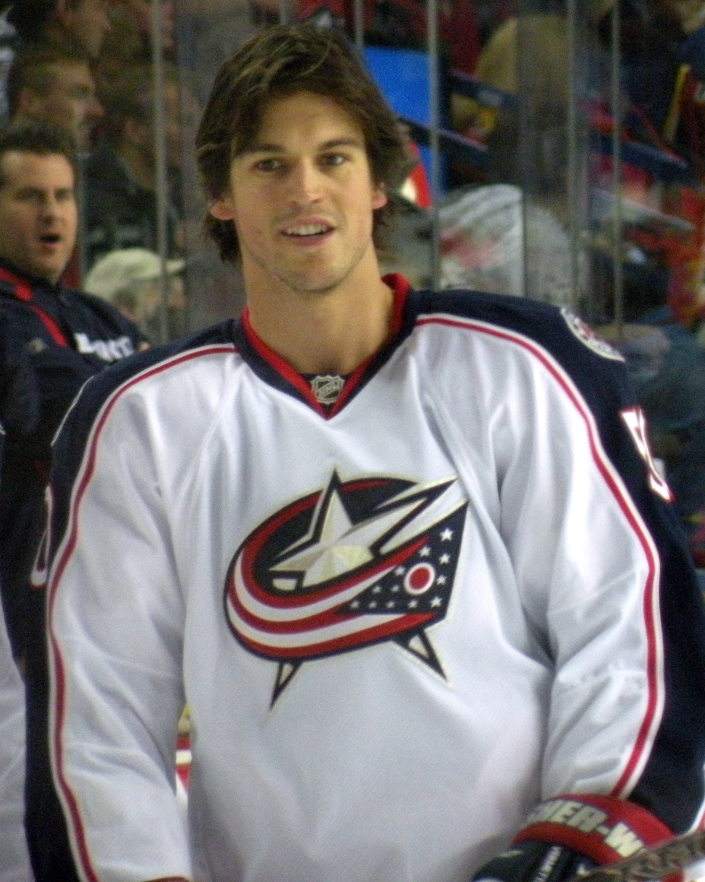
Vermette im Trikot der Columbus Blue Jackets (2009)

Antoine Vermette begann seine Karriere als Eishockeyspieler in der Ligue de hockey junior majeur du Québec, in der er von 1999 bis 2003 zunächst ein Jahr lang für die Remparts de Québec und schließlich drei Spielzeiten lang für die Tigres de Victoriaville aktiv war. In dieser Zeit wurde er im NHL Entry Draft 2000 in der zweiten Runde als insgesamt 55. Spieler von den Ottawa Senators ausgewählt.
Nachdem der Angreifer in der Saison 2002/03 ausschließlich für Ottawas Farmteam, die Binghamton Senators, in der American Hockey League auf dem Eis stand, spielte er im folgenden Jahr hauptsächlich für Ottawa in der National Hockey League, ehe er während des Lockout in der NHL-Saison 2004/05 wiederum ausschließlich für Binghamton auflief. Ab Sommer 2005 spielte Vermette nur noch in der NHL für Ottawa und erreichte mit seiner Mannschaft in der Spielzeit 2006/07 das Finale um den Stanley Cup, in dem er mit seiner Mannschaft den Anaheim Ducks unterlag. Kurz vor dem Ende der Trade Deadline in der Saison 2008/09 gaben die Senators den Kanadier für Pascal Leclaire und ein Zweitrunden-Wahlrecht im NHL Entry Draft 2009 an die Columbus Blue Jackets ab.
Am 22. Februar 2012 transferierten ihn die Columbus Blue Jackets im Austausch für Curtis McElhinney, ein Zweitrunden-Wahlrecht im NHL Entry Draft 2012 und ein Fünftrunden-Wahlrecht im NHL Entry Draft 2013 zu den Phoenix Coyotes, die sich seit 2014 Arizona Coyotes nennen.
Nach drei Jahren in Arizona gaben ihn die Coyotes an die Chicago Blackhawks ab und erhielten im Gegenzug Klas Dahlbeck sowie ein Erstrunden-Wahlrecht für den NHL Entry Draft 2015. Mit den Blackhawks gewann Vermette am Ende der Saison 2014/15 den Stanley Cup; jedoch einigten beide Parteien sich nicht auf einen neuen Vertrag, sodass er im Juli 2015 einen neuen Zweijahresvertrag bei den Arizona Coyotes unterzeichnete. Diesen erfüllt er jedoch nicht, da die Coyotes ihn im August 2016 aus seinem verbleibenden Vertragsjahr herauskauften (buy-out), sodass er sich auf die Suche nach einem neuen Arbeitgeber begab. Diesen fand er Mitte August in den Anaheim Ducks, die ihn für die Dauer von zwei Jahren verpflichteten. Im November 2017 absolvierte der Kanadier sein 1000. Spiel in der NHL. Nach der Saison 2017/18 wurde sein auslaufender Vertrag in Anaheim nicht verlängert. Im Januar 2019 gab der 36-Jährige seinen Rückzug aus dem aktiven Sport bekannt. 

### International
Vermette vertrat sein Heimatland Kanada bei der Weltmeisterschaft 2011 in der Slowakei. Dabei kam er in vier Turnierspielen zum Einsatz, in denen er punktlos blieb. Die Kanadier schieden im Viertelfinale gegen Russland aus.

## Erfolge und Auszeichnungen
| - 2000 Teilnahme am CHL Top Prospects Game - 2000 Trophée Michael Bossy - 2002 Coupe-du-Président-Gewinn mit den Tigres de Victoriaville | - 2003 AHL All-Rookie Team - 2015 Stanley-Cup-Gewinn mit den Chicago Blackhawks |

## Karrierestatistik

### International
Vertrat Kanada bei:
- Weltmeisterschaft 2011

(Legende zur Spielerstatistik: Sp oder GP = absolvierte Spiele; T oder G = erzielte Tore; V oder A = erzielte Assists; Pkt oder Pts = erzielte Scorerpunkte; SM oder PIM = erhaltene Strafminuten; +/− = Plus/Minus-Bilanz; PP = erzielte Überzahltore; SH = erzielte Unterzahltore; GW = erzielte Siegtore; 1 Play-downs/Relegation; Kursiv: Statistik nicht vollständig)